# Нисбетийе
Нисбетийе (на турски: Nisbetiye) е квартал в район Бешикташ в Истанбул.
Намира се на изток от Зинджирликую. Започва на юг от центъра на Левент, наричан още Левент I., и се простира до хребетите над Ортакьой. Етилер се намира на изток. Основан през 60-те години на миналия век, частите от квартала в близост до главните артерии са бизнес центрове, а вътрешните части са жилищни райони.